# 음성 되먹임

음성 피드백의 사례(HPA 축)
대부분의 내분비 호르몬은 생리적인 음성 피드백에 의해 조절된다. 위 그림은 글루코코티코이드의 생산과 관련한 음성 피드백을 보여 주고 있다. 생산된 글루코코티코이드는 시상 하부와 뇌하수체의 수용기에 포착되어 일정 농도 이상이 되면 더 이상 생산되지 못하도록 억제한다.

음성 되먹임(영어: negative feedback) 또는 음성 피드백 또는 부적 피드백 또는 평형 되먹임(영어: balancing feedback, 밸런싱 피드백)은 시스템의 출력이 입력량을 줄이는 방향으로 진행되는 되먹임이다.

## 개요
물리학이나 생물학에서 다루어지는 시스템들은 서로 간에 다양한 상호 작용을 이루고 있다. 시스템에서 산출된 결과물이 시스템의 작동에 관여하는 것을 피드백이라고 한다. 피드백은 산출된 결과물이 시스템의 작동을 더욱 촉진시키는 양성 피드백(positive feedback)과 산출된 결과물이 시스템의 작동을 억제하는 음성 피드백으로 나뉜다.
음성피드백은 어떤 시스템의 결과가, 그 결과의 변동을 줄이는 방향으로 영향을 받는 상태 일 때 나타난다. ( 입력이나 다른 방해요인들에 의해 변화가 생겼을 때 )
양성 피드백(positive feedback)이 진동, 카오스적 행동, 엄청난 성장 등의 불안정한 상태로 이끈다면, 음성피드백은 일반적으로 안정함을 촉진한다. 음성피드백은 평형으로의 정착을 촉진시키고 혼란의 영향을 감소시키는 경향이 있다. 음성피드백이 최적화된 타이밍과 적용된다면, 아주 안정되고, 정확하며 응답적으로 될 수 있다.
음성피드백은 기계나 전기 공학에 광범위하게 쓰이나, 유기 생명체에도 자연적으로 발생한다. 그리고 음성피드백은, 화학을 넘어 경제학, 기후와 같은 물리적 시스템 등의 다양한 분야에서 볼 수 있다. 일반적인 음성피드백 시스템은 제어공학에서 공부할 수 있다.
혈액의 포도당 농도는 음성피드백 메커니즘으로 항상 일정하게 유지된다. 혈액의 포도당 농도가 너무 높을 때, 이자는 인슐린을 분비하고, 너무 낮을 때는 글루카곤을 분비한다.

## 적용

### 생물학
생물의 활동에는 많은 음성 피드백 현상이 존재한다. 특히 신진대사의 진행에 관여하는 호르몬과 유전자 발현에 관여하는 효소들은 일반적으로 산출량이 많아지면 해당 작용을 억제하는 음성 피드백 기제를 갖고 있다.

### 기상학
기상학에서 음성 피드백은 미래의 기상 변화를 억제하는 작용이다. 대표적인 예로는 지구온난화와 식물의 생장관계를 들 수 있다. 대표적인 온실 가스인 이산화탄소가 증가하여 지구의 평균 기온이 올라가면 식물의 생장이 촉진된다. 식물량의 증가는 이산화탄소 소비를 늘리고 지구온난화의 진행을 늦추게 된다. 즉, 지구온난화의 산출물에 대하여 식물의 생장은 음성 피드백 작용을 하게 된다.
예시
1. 수은 온도계
온도에 따른 수은의 팽창과 수축을 이용한 수은 온도계 (1600)는 용광로 배출구의 내부 온도를 일정하게 유지하기 위해 사용되었다.
2. 1776년의 invisible hand of the market metaphor of economic theory 에서는, 가격 변동에 대한 반응은 공급과 수요를 맞추기 위한 피드백 메커니즘을 제공한다.
3. 1778년의 centrifugal governors 에서는, 음성피드백은 엔진의 근접-일정 속도를 유지하기 위해 사용된다. (연료의 충전, 공급의 조건에 관계없이 가능하도록)
4. 오디오 앰프에서 음성피드백은 왜곡을 줄여준다. 구성 파라미터의 변동의 영향을 줄이고, 온도 변화에 의한 성질 변화를 보정한다.
5. 생명체에서 음성피드백은, 체온, 혈당량 등의 다양한 수치들을 일정한 수준으로 유지하는 것을 가능하게 한다.

### 심리학
심리학적으로 피드백(feedback)은  진행된 행동이나 반응의 결과를 본인에게 알려 주는 일을 가리킨다. 일반적으로 이러한 맥락에서 음성 피드백(negative feedback)뿐만아니라  양성 피드백(positive feedback)은 거시적으로 또는 합목적적으로는 임의의 수준에 대한 복귀에서 지속성을 유지하기 위한 수단으로 사용될수있다는 점에서 음성 피드백(negative feedback)의 작동을 주요하게 다루어볼 수 있다.

## 같이 보기
- 되먹임
- 양성 되먹임